# Димитрије Синаит
Димитрије Синаит или Димитрије грешник (донедавно познатији као олтарник), био је један од синаита, који је у Свету земљу стигао из Дукље – Зете, и у њој је живио и стварао готово читав век пре Светога Саве и 80–90 година пре него што су написани Мирослављево јеванђеље и Повеља Кулина бана.

## Живот и каријера
У историјском раздобљу када је Српски народ током средњег века био у току са савременим догађајима, на истоку и западу Европе, и када су вођени крсташки ратови српски владари су успостављали везе са вођама крсташа, и са њима размењивали дарове, братимили се и покушавали створити политичке савезе. Ове везе покренуле су поједине Србе, пре свега монахе, да пођу са крсташима пут Свете земље, или да након ослобођења Христовог гроба и оснивања Јерусалимског краљевства нађу свој духовни мир у Светој земљи.
Након успостављања хришћанског краљевства на Синају омогућило је хришћанима безбедно насељавање, а међу насељеницима се помињу и Словени, односно Срби Дукљани. Међу њима је био и српски монах Димитрије Синајски, једна изузетна фигура, која ће за собом оставити траг о српском присуству на простору данашњег Израела и Палестине, и у најстаријим споменицима српске глагољске писмености.

Српски истраживачи сматрају да је Димитрије који је живео у 11. веку, вероватно рођен и књижевно формиран у некаквој планинској регији, која је била под утицајем локалних култова који су ширени из романског Дубровника, у данашњи југозападни спој Црне Горе с Републиком Српском, тамо где се Дукља спајала с Травунијом. 
У Травунији је, наиме, одраније стабилизован дубровачки црквени утицај. Само је она могла наступити као медијатор ка неосредном, источном суседству које је доскора, с југоисточне стране, било отворено утицајима праславне Драчке митрополије. А тај простор је у једном неутврђеном тренутку у другој половини 11. века, како показује актуелна историографија, потпао под црквену надлежност Дубровачке архиепископије. Још је Стојан Новаковић, крајем 19. века, јасно сагледавао путеве словенске писмености која је доходила у српске крајеве с југа данашње Албаније, а један од њих водио је од Драча – преко Скадра даље ка северу.
По новијим сазнањима Димитрије потиче из околине Звечана. А као калуђер подвизавао се до 1099. године у неком од манастира географске области Македонија.

## Дело
Живећи и ствараојући у 11. веку, када је 90% Срба било неписмено, он је постао писар врло препознатљивог рукописа, Кијевски мисал крупних и помало немарно писаних слова, за кога проф. Хајнц Миклас, руководилац тима из Беча који тренутно највише ради на проучавању новопронађених синајских глагољских рукописа, истиче да представља кључну фигуру синајске глагољске писмености.
Уколико се потврди истраживање српског филолога из Института за српски језик САНУ и доцента на Катедри за српски језик Филолошког факултета Универзитета у Београду др Виктора Савића...Мирослављево јеванђеље више неће бити најстарији споменик српске писмености. Он тврди, на основу свог вишегодишњег истраживања, да је наш најстарији књижевник Димитрије Синаит – који је живио и стварао готово читав век пре Светога Саве или пре него што су написани Мирослављево јеванђеље и Повеља Кулина бана.
Димитрије Синаит је био писар врло препознатљивог рукописа, крупних и помало немарно писаних слова, и представља кључну фигуру синајске глагољске писмености. Палеографска истраживања су показала да је Димитрије Синаит написао прву страну Кијевских листића, пасхалну таблицу и поменик у Синајском служабнику, књижевни запис у Синајском псалтиру, као и једну секцију у Синајском мисалу.